# 앨프리드 더글러스 경

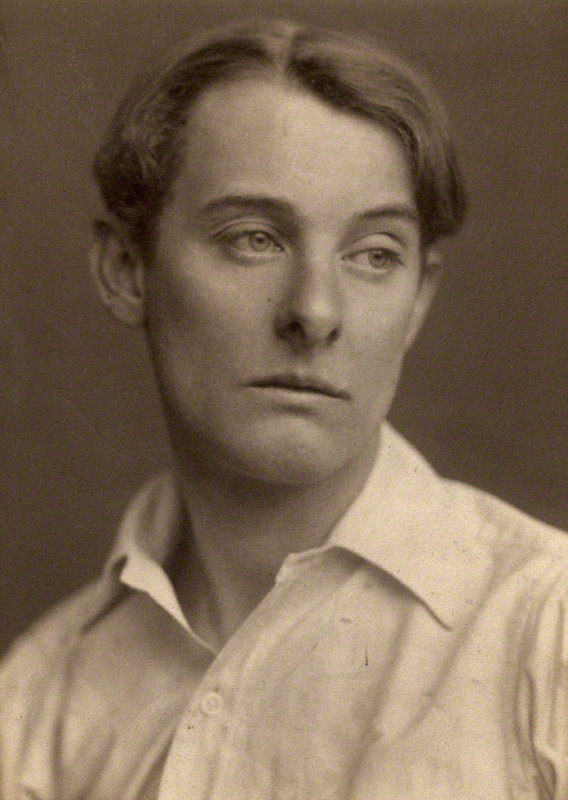
1903년

앨프리드 더글러스 경(Lord Alfred Douglas, 본명: 앨프리드 브루스 더글러스 경, Lord Alfred Bruce Douglas, 1870년 10월 22일 – 1945년 3월 20일) 또는 보시 더글러스(Bosie Douglas)는 영국의 시인이자 저널리스트였으며 오스카 와일드의 연인이었다. 옥스퍼드 대학교에서 그는 동성애적인 내용을 담은 학부 저널 더 스피릿 램프(The Spirit Lamp)를 편집했고 와일드를 만나 친밀하지만 폭풍우가 치는 관계를 시작했다. 더글러스의 아버지 존 더글러스 (제9대 퀸즈베리 후작)는 이를 혐오하고 와일드를 공개적으로 동성애자라고 비난하면서 굴욕감을 주기 시작했다. 와일드는 그를 명예훼손죄로 고소했지만 일부 친밀한 메모가 발견되어 와일드는 나중에 투옥되었다. 석방된 후 그는 잠시 나폴리에서 더글러스와 함께 살았지만 1900년 와일드가 사망할 무렵 이들은 헤어졌다. 더글러스는 1902년 시인 올리브 쿠스턴스(Olive Custance)와 결혼하여 아들 레이먼드(Raymond)를 낳았다.
1911년 로마 가톨릭교회로 개종하면서 그는 동성애를 거부했고, 가톨릭 잡지인 플레인 잉글리시(Plain English)에서 공개적으로 반유대주의 견해를 표명했지만 나치 독일의 정책을 거부했다. 제1차 세계 대전의 위법 행위에 대한 주장으로 윈스턴 처칠을 비방한 혐의로 투옥되었다. 더글러스는 여러 권의 시집을 썼는데, 그중 일부는 동성애 우라니아 장르였다. "감히 이름을 말할 수 없는 사랑"이라는 문구는 하나(Two Loves)에 나타나지만 와일드의 것으로 널리 잘못 알려져 있다.